# Сегаль, Венсан
Венса́н Сега́ль (фр. Vincent Ségal; род. 1967, Реймс, Франция) — французский музыкант (виолончелист, бас-гитарист) и композитор .

## Биография
Начал изучать музыку ещё в начальной школе, продолжил своё образование в консерватории города Реймс, затем в Национальной консерватории музыки и танца Лиона, где стал лауреатом первой премии. В 1986 г. получает стипендию на обучение в Банфской центральной школе изящных искусств в Канаде.

## Музыкальная карьера
По возвращении во Францию переезжает в Париж и приступает к экспериментам в различных музыкальных направлениях: классика, современная музыка, джаз, рок, африканская музыка и т. п. Получает приглашение участвовать в записи первого альбома группы Papa’s Culture в США, затем гастролирует с Чаком Брауном и P-Funk All Stars.
Время от времени продолжает играть с французским камерным оркестром «Ensemble Intercontemporain» на электро-виолончели.
Участвует в записи альбомов таких артистов, как Стив Нив, Элвис Костелло, Сезария Эвора, Blackalicious, Карлиньос Браун и Александр Деспла. Виртуозно владея классическим и электрическим инструментом, Венсан Сегаль присоединяется к джазовому трио Гленна Ферриса (тромбон), впоследствии выпустившему три альбома.
В 1996 г. он играет в группе Olympic Gramofon, где знакомится с барабанщиком, перкуссионистом Сирилом Атефом (Cyril Atef). Вдвоем они создают собственную группу под названием Бумчелло (Bumcello). Критики характеризуют их творчество как «индустриальный дуэт».
Все выпускаемые Бумчелло пластинки прекрасно воспринимаются слушателями, а изданный в 2006 г. альбом «Animal sophistiqué» достиг самых высоких позиций во французских топ-чартах.
Примерно в это же время Венсан Сегаль сотрудничает с Матье Шедидом, более известным во Франции как -M-, участвует в записи нескольких его альбомов, совместно они выступают на лучших площадках Европы.
В 2002 г. Венсан издаёт свой первый сольный альбом «T-Bone Guarnerius». В 2007 г. на виниле выходит второй — «Cello».
В 2003 г. участвует в записи студийного альбома Пьера Фаччини (Piers Faccini) «Leave no trace», в последующем они записывают совместно ещё два альбома, в том числе и в 2013 г.
2008 г. ознаменован сотрудничеством Венсана с группой «Tryo» и выходом их четвёртого совместного альбома «Ce que l’on sème».
В октябре 2009 г. вместе со своим другом малийцем Баллаке Сиссоко (Ballaké Sissoko) он записывает пластинку под названием «Chamber Music» (Камерная музыка), где сам Венсан играет на классической виолончели, а Баллаке — на коре.
В это же время Венсан участвует в создании очередного альбома Стинга «If on a winter’s night» и сопровождает певца в последующем турне.
Спустя год следует знакомство со Стивом Нивом (Steve Nieve), которое также выливается в продолжительное совместное творчество.

## Дискография

### Сольные альбомы
- 2002: T-Bone Guarnerius[8]
- 2007: Cello

### ДискографияBumcello
- 1999: Bumcello
- 2001: Booty Time
- 2002: Nude for Love
- 2003: Get Me (live)
- 2005: Animal sophistiqué
- 2008: Lychee Queen
- 2013: aL

### Сотрудничество с другими музыкантами
- 1993: Papa’s culture but — Papa’s culture
- 1996: Olympic Gramofon
- 1997: Le Baptême — -M-
- 1997: Cabo verde — Cesária Évora
- 1997: AlphaGamabetiZado — Carlinhos Brown
- 1999: Je dis aime — -M-
- 1999: Adieu verdure — Dick Annegarn
- 2000: Les Embellies — Franck Monnet
- 2000: Bliss — Vanessa Paradis
- 2000: Au cirque d’hiver — Dick Annegarn
- 2000: La Part de l’ombre — François Merville Quintet
- 2001: I’m josh polonski — совместно с JP sluys
- 2002: Blazing arrow — Blackalicious
- 2002: Climax — Alain Bashung
- 2002: Urban Mood — Urban Mood
- 2003: Labo M — -M-
- 2003: Neptune, композиция Black Orpheus — Keziah Jones
- 2003: Leave no trace — Piers Faccini
- 2003: Qui de nous deux ? — -M-
- 2003: Cruel smile — Elvis Costello
- 2004: Zenzile & Jamika meet Cello — Zenzile
- 2004: Glenn Ferris — Trio
- 2004: Douze fois par an — Jeanne Cherhal
- 2005: The craft — Blackalicious
- 2005: Le Sacre du Tympan — Fred Pallem
- 2006: Libido — Brigitte Fontaine
- 2006: Navega — Mayra Andrade
- 2006: Lipopette Bar — Oxmo Puccino
- 2007: Je ne suis pas celle — Oshen
- 2007: 33 1/3 — Susheela Raman
- 2007: Le Cri du papillon — James Delleck
- 2008: четвёртый альбом Tryo, композиция toi et moi
- 2009: Two Grains of Sand — Piers Faccini
- 2009: If on a Winter's Night... — Sting
- 2009: Chamber Music — Ballaké Sissoko
- 2009: Karma — Nathalie Natiembé
- 2009: Dans mon pays — Agnès Jaoui
- 2010: Révélations совместно с Jean-Jacques Birgé
- 2011: Maison Cube — Emmanuelle Parrenin
- 2012: Cinema El Mundo — Lo'jo
- 2012: запись альбома At Peace совместно с Ballaké Sissoko
- 2013: запись альбома Le Salon des refusées совместно с Claire Diterzi